# کیم هیون جو
این یک نام کره‌ای است؛ نام خانوادگی کیم است.
کیم هیون جو (کره‌ای: 김현주؛ زادهٔ ۲۴ آوریل ۱۹۷۷) بازیگر اهل کره جنوبی است. وی از سال ۱۹۹۶ میلادی تاکنون مشغول فعالیت بوده‌است. او بخاطر بازی درسریال تاجر پوسان در نقش دانی یونگ محبوبیت یافت.

## فیلم‌شناسی

### فیلم
- جونگ یی (۲۰۲۳)
- ببر جوان (۲۰۰۳)

### مجموعه تلویزیونی
- آماده برای رفتن (۱۹۹۸)
- در آفتاب (۱۹۹۹)
- داستان عشق (۱۹۹۹)
- فصل بهار (۱۹۹۹)
- تقوا (۲۰۰۰)
- خانه او (۲۰۰۱)
- تاجر پوسان (۲۰۰۱)
- دمپایی شیشه‌ای (۲۰۰۲)
- خانم کیم میلیونر می‌شود (۲۰۰۴)
- سرزمین (۲۰۰۵)
- ازدواج یک میلیونر (۲۰۰۵)
- پسران فراتر از گل‌ها (۲۰۰۹)
- شریک (۲۰۰۹)
- مامان ساختگی (۲۰۱۲)
- ‌ قصر خون: جنگ گل‌ها (۲۰۱۳)
- چه اتفاقی برای خانواده من افتاده؟ (۲۰۱۴)
- تماشاگر (۲۰۱۹)
- مخفی (۲۰۲۱)
- عازم جهنم (۲۰۲۱)
- لاو آل پلی (۲۰۲۲)